# Grandi Osservatori della NASA

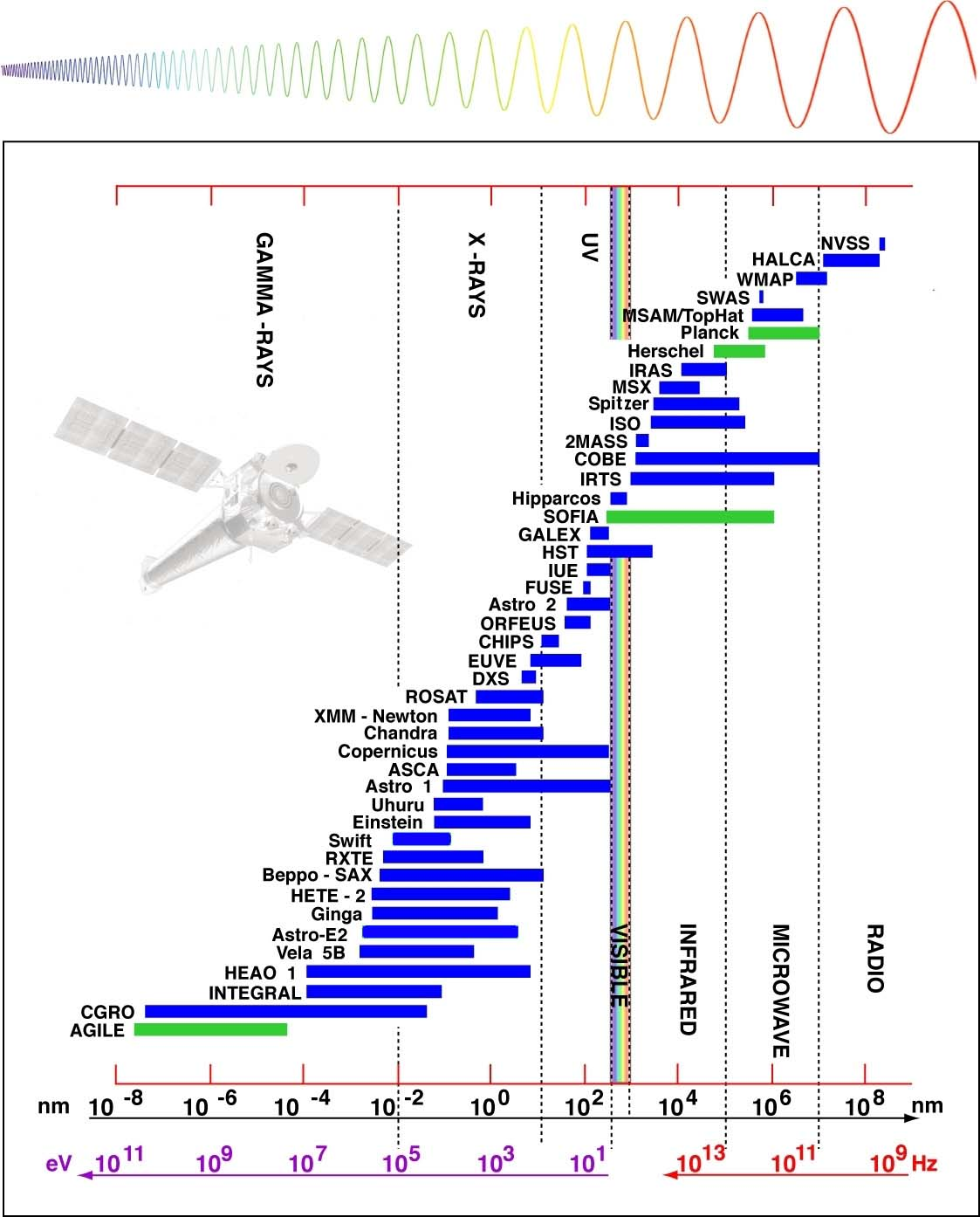
Campo di osservazione di differenti telescopi spaziali

Il programma NASA Great Observatories (Grandi osservatori) è partito molti anni fa, con l'intento di mettere in orbita telescopi spaziali di nuova generazione, capaci di dare grandi risultati alla comunità scientifica.
La serie comprendeva quattro telescopi, ognuno dedicato a esaminare una specifica regione dello spettro elettromagnetico: raggi gamma, raggi X, luce visibile e ultravioletta, infrarosso.

## I grandi telescopi
Con l'eccezione dell'HST, i telescopi di questa serie fanno tesoro dell'esperienza accumulata dai predecessori, più sperimentali e di esplorazione, per garantire risultati di alto livello. Per esempio, nessuno di essi svolgerà compiti di survey (immagini per cataloghi stellari), perché questi compiti sono già stati assolti da precedenti telescopi spaziali.
Ognuno di essi è chiamato col nome di un grande astrofisico del passato.
- Hubble Space Telescope (HST), il telescopio spaziale per antonomasia, l'unico per il quale sono state previste delle missioni di manutenzione periodiche per allungarne la vita operativa, e che sono state provvidenziali: appena lanciato si scoprì che soffriva di un difetto nel suo specchio primario, consistente in un'accentuata aberrazione sferica. La prima missione di manutenzione applicò delle ottiche correttive che riportarono il telescopio alle sue prestazioni previste. Nell'ottobre 2006 fu autorizzata una missione per prolungare la vita operativa del telescopio. La missione STS-125 lanciata in orbita l'11 maggio 2009 con lo Space Shuttle Atlantis,[1] installò nuove batterie, sostituì i giroscopi, i computer di gestione, riparò alcuni strumenti e installò la Wide Field Camera 3 e il Cosmic Origins Spectrograph.[2]
- Compton Gamma-Ray Observatory (GRO), un osservatorio per raggi gamma, è stato dismesso in seguito ad un guasto ai giroscopi, dopo numerosi anni di vita produttiva. Dovendo scegliere tra la perdita del controllo del satellite e la sua distruzione, la NASA dovette far sì che si schiantasse nell'oceano Pacifico il 4 giugno 2000,[3] non senza aver dato molte soddisfazioni agli astronomi che lo hanno utilizzato.
- Chandra X-ray Observatory (AXAF), un osservatorio per raggi X, così chiamato in onore dell'astrofisico indiano Subrahmanyan Chandrasekhar. Ha svolto importanti osservazioni di stelle vicine e galassie distanti, ed è ancora in attività. È gestito dal Marshall Space Flight Center.
- Telescopio spaziale Spitzer (SIRTF), un osservatorio per l'infrarosso, la cui missione era gestita dal Jet Propulsion Laboratory, fu il quarto della serie. È stato lanciato il 24 agosto 2003. La sua missione è finita il 30 gennaio 2020.[4]

## I successori
Ai suddetti osservatori, comunemente chiamati i quattro grandi osservatori della NASA, sono seguiti altri progetti che, pur paragonabili nella ricerca e nei costi ai precedenti, non sono ascrivibili concettualmente al progetto originario. Altri grandi osservatori sono:
- Swift Gamma Ray Burst Explorer (Swift), lanciato nel novembre 2004, specializzato per l'individuazione degli impulsi di raggi gamma, gestito dal Goddard Space Flight Center. La durata della missione era stata inizialmente stabilita in due anni,[5] ma grazie ai successi scientifici, alle buone condizioni del satellite e degli strumenti, ed alla stabilità dell'orbita (sulla quale si stima Swift possa permanere fino ad oltre il 2025), la missione è stata successivamente prolungata più volte ed è ancora attiva.
- James Webb Space Telescope: destinato a diventare il successore dell'HST, a differenza di questo sarà operante nell'infrarosso. Il suo lancio, rimandato più volte, è infine avvenuto nel dicembre 2021[6].